# Piguetiella michiganensis
Piguetiella michiganensis är en ringmaskart som beskrevs av Hiltunen 1967. Piguetiella michiganensis ingår i släktet Piguetiella och familjen glattmaskar. Inga underarter finns listade i Catalogue of Life.